# استاد ابراهیم بنای اصفهانی
استاد ابراهیم بنای اصفهانی معمار ایرانی بود که در دوران صفوی می‌زیست. او در اصفهان زاده شد و پدرش استاد اسماعیل بنای اصفهانی بود. نام او روی یک کاشی در آرامگاه عبدالصمد اصفهانی نطنزی و مسجد جامع اصفهان حک شده‌است. 